# Quatre-Champs

Quatre-Champs este o comună în departamentul Ardennes din nordul Franței. În 1 ianuarie 2022 avea o populație de 244 de locuitori.